# Alvordia brandegeei
Alvordia brandegeei là một loài thực vật có hoa trong họ Cúc. Loài này được A.M.Carter mô tả khoa học đầu tiên năm 1964.